# 馬拉特·伊茲邁洛夫
馬拉特·伊茲邁洛夫（俄语：Марат Наилевич Измайлов，羅馬化：Marat Nail ulı İzmaylov}，1982年9月21日—）是俄羅斯的一位足球運動員。在場上司職中場。他現在效力于葡萄牙足球超級聯賽球隊波爾圖足球俱樂部他也代表俄羅斯國家足球隊參賽。